# Строна Андрій Олександрович
Стрóна Андрій Олександрович — геолог, геофізик, першовідкривач родовища Кременчуцької магнітної аномалії, яка стала центром видобутку залізної руди.

## Біографія
1921 року закінчив Ленінградський гірничий інститут. Хоча геофізичного факультету тоді ще не було, Андрій Олександрович, будучи геологом, не тільки одним з перших у СРСР почав вести геологічні дослідження за допомогою геофізичних методів розвідки, але і багато зробив для розвитку магніторозвідки (1924–1928).
1928 року відкрив Кременчуцьку магнітну аномалію.

## Пам'ять
У місті Горішні Плавні на Полтавщині його ім'ям названа вулиця.